# Listă de companii de avocatură din România
Aceasta este o listă de companii de avocatură din România:
- Badea Clifford Chance
- Boștină și Asociații
- Dragne & Asociații
- Mușat & Asociații
- NNDKP
- Radu Tărăcilă Pădurari Retevoescu
- Stoica & Asociații
- Strătulă Mocanu & Asociații
- Țuca Zbârcea & Asociații
- Zamfirescu Racoți Predoiu